# Dillon Bell
Pour les articles homonymes, voir Bell.
Francis Dillon Bell, dit Dillon Bell, né le 8 octobre 1822, peut-être à Bordeaux,  et mort le 15 juillet 1898, est un homme politique néo-zélandais. Il est le troisième ministre des Finances de la Nouvelle-Zélande, puis le troisième président de la Chambre des représentants. 

## Biographie

### Débuts
Francis Dillon est né le 8 octobre 1822, peut-être à Bordeaux où son père, marchand est le consul britannique. Éduqué à domicile par des tuteurs, il parle aussi bien le français que l'anglais. En 1839, Edward Gibbon Wakefield, le cousin de son père, l'emploie comme employé de bureau à la Compagnie de Nouvelle-Zélande à Londres. C'est ensuite également Edward Wakefield qui le persuade d'émigrer en Nouvelle-Zélande pour travailler pour la compagnie à Nelson ; il s'y installe à la fin de l'année 1843. En 1849 il épouse la fille d'un marchand juif, par une cérémonie civile car il est anglican et l'église locale refuse de célébrer leur union.

### Ministre puis président de la Chambre des représentants
La Compagnie disparaît en 1850 et le gouverneur colonial George Grey le nomme à la commission aux terres publiques puis, l'année suivante, au Conseil législatif de Nouvelle-Zélande. En 1854 il est nommé au Conseil exécutif de la colonie, mais démissionne après seulement quelques jours pour se consacrer à son épouse malade. En 1855 il est élu député de la Hutt à la Chambre des représentants de Nouvelle-Zélande, et en mai 1856, il est le ministre des Finances du tout premier gouvernement responsable de la colonie, dirigé par Henry Sewell mais qui dure moins de deux semaines,.
Il démissionne du Parlement en octobre et s'établit dans l'Otago comme fermier ovin. En 1860 il retrouve un siège à la Chambre des représentants. Parlant couramment le maori depuis ses années passées comme agent de la Compagnie de Nouvelle-Zélande négociant des achats de terres maories, il accepte le poste de ministre des Affaires indigènes dans le gouvernement d'Alfred Domett d'août 1862 à octobre 1863. Son rôle y est limité, car les relations avec les Maoris sont à cette date un domaine réservé au gouverneur colonial. Il conseille au gouverneur George Grey de restituer des terres à la tribu Te Ati Awa du chef Wiremu Kīngi (en), mais approuve aussi l'invasion du Waikato (en) décidée par le gouverneur durant les guerres maories,.
Ministre sans portefeuille dans le gouvernement de William Fox de 1869 à 1871, il est ensuite élu président de la Chambre des représentants. Il est fait chevalier en 1873. Il ne se re-présente pas aux élections législatives de 1875 mais siège au Conseil législatif de 1877 à 1882. En 1880 il prépare avec William Fox un rapport pour le gouvernement au sujet de demandes maories de restitutions de terres confisquées pendant les guerres maories ; son rapport est largement favorable aux Maoris,.

### Agent-général de Nouvelle-Zélande à Londres
En octobre 1880 il est nommé agent-général (représentant) de la Nouvelle-Zélande à Londres, succédant à Julius Vogel. À cette fonction, il « contribue à obtenir des prêts » pour le développement de la colonie, « fait passer des entretiens à des candidats pour de hautes fonctions en Nouvelle-Zélande, négocie les services de bateaux à vapeur » reliant le Royaume-Uni et la colonie et « administre les politiques d'immigration » de la Nouvelle-Zélande en matière de recrutement de colons britanniques. Il prend part également aux négociations entre le Royaume-Uni et la France concernant l'expansionnisme colonial français dans le Pacifique sud, afin de répondre aux inquiétudes du Royaume-Uni et de la Nouvelle-Zélande quant à la présence française en Nouvelle-Calédonie et aux Nouvelles-Hébrides. Il est fait chevalier commandeur de l'ordre de Saint-Michel et Saint-Georges en 1881, puis compagnon de l'ordre du Bain en 1886. Pour son rôle dans la participation de la Nouvelle-Zélande à l'Exposition universelle de Paris de 1889, il est par ailleurs fait commandeur de l'ordre national de la Légion d'honneur par la France,.
Dillon Bell quitte sa fonction d'agent-général en 1891. Il retourne en Nouvelle-Zélande en 1896 et y meurt à son domicile rural près de Palmerston deux ans plus tard. Son fils Francis Bell devient Premier ministre de Nouvelle-Zélande en 1925.